# Cléry-en-Vexin
Cléry-en-Vexin és un municipi francès, situat al departament de Val-d'Oise i a la regió d'Illa de França. L'any 2007 tenia 410 habitants.
Forma part del cantó de Vauréal, del districte de Pontoise i de la Comunitat de comunes Vexin centre.

## Demografia

### Població
El 2007 la població de fet de Cléry-en-Vexin era de 410 persones. Hi havia 132 famílies, de les quals 24 eren unipersonals (8 homes vivint sols i 16 dones vivint soles), 24 parelles sense fills, 76 parelles amb fills i 8 famílies monoparentals amb fills.
La població ha evolucionat segons el següent gràfic:
Habitants censats

### Habitatges
El 2007 hi havia 161 habitatges, 143 eren l'habitatge principal de la família, 11 eren segones residències i 8 estaven desocupats. 158 eren cases i 3 eren apartaments. Dels 143 habitatges principals, 123 estaven ocupats pels seus propietaris, 16 estaven llogats i ocupats pels llogaters i 3 estaven cedits a títol gratuït; 1 tenia una cambra, 4 en tenien dues, 9 en tenien tres, 29 en tenien quatre i 99 en tenien cinc o més. 115 habitatges disposaven pel capbaix d'una plaça de pàrquing. A 40 habitatges hi havia un automòbil i a 91 n'hi havia dos o més.

### Piràmide de població
La piràmide de població per edats i sexe el 2009 era:
| Homes | Edats   | Dones |
| ----- | ------- | ----- |
| 0     | 95 o +  | 0     |
| 0     | 90 a 94 | 0     |
| 0     | 85 a 89 | 4     |
| 0     | 80 a 84 | 4     |
| 4     | 75 a 79 | 12    |
| 8     | 70 a 74 | 0     |
| 4     | 65 a 69 | 4     |
| 8     | 60 a 64 | 8     |
| 0     | 55 a 59 | 0     |
| 20    | 50 a 54 | 12    |
| 32    | 45 a 49 | 20    |
| 4     | 40 a 44 | 4     |
| 20    | 35 a 39 | 24    |
| 20    | 30 a 34 | 24    |
| 4     | 25 a 29 | 0     |
| 20    | 20 a 24 | 16    |
| 4     | 15 a 19 | 8     |
| 28    | 10 a 14 | 20    |
| 24    | 5 a 9   | 16    |
| 16    | 0 a 4   | 12    |

## Economia
El 2007 la població en edat de treballar era de 296 persones, 224 eren actives i 72 eren inactives. De les 224 persones actives 200 estaven ocupades (112 homes i 88 dones) i 24 estaven aturades (12 homes i 12 dones). De les 72 persones inactives 20 estaven jubilades, 29 estaven estudiant i 23 estaven classificades com a «altres inactius».

### Ingressos
El 2009 a Cléry-en-Vexin hi havia 134 unitats fiscals que integraven 394 persones, la mediana anual d'ingressos fiscals per persona era de 25.981 €.

### Activitats econòmiques
Dels 25 establiments que hi havia el 2007, 2 eren d'empreses de fabricació d'altres productes industrials, 6 d'empreses de construcció, 7 d'empreses de comerç i reparació d'automòbils, 1 d'una empresa d'informació i comunicació, 1 d'una empresa immobiliària i 8 d'empreses de serveis.
Dels 6 establiments de servei als particulars que hi havia el 2009, 1 era un taller de reparació d'automòbils i de material agrícola, 1 paleta, 2 fusteries, 1 electricista i 1 empresa de construcció.
L'any 2000 a Cléry-en-Vexin hi havia 5 explotacions agrícoles que ocupaven un total de 465 hectàrees.

## Equipaments sanitaris i escolars
El 2009 hi havia una escola elemental.

## Poblacions més properes
El següent diagrama mostra les poblacions més properes.